# Viktorija Senkutė

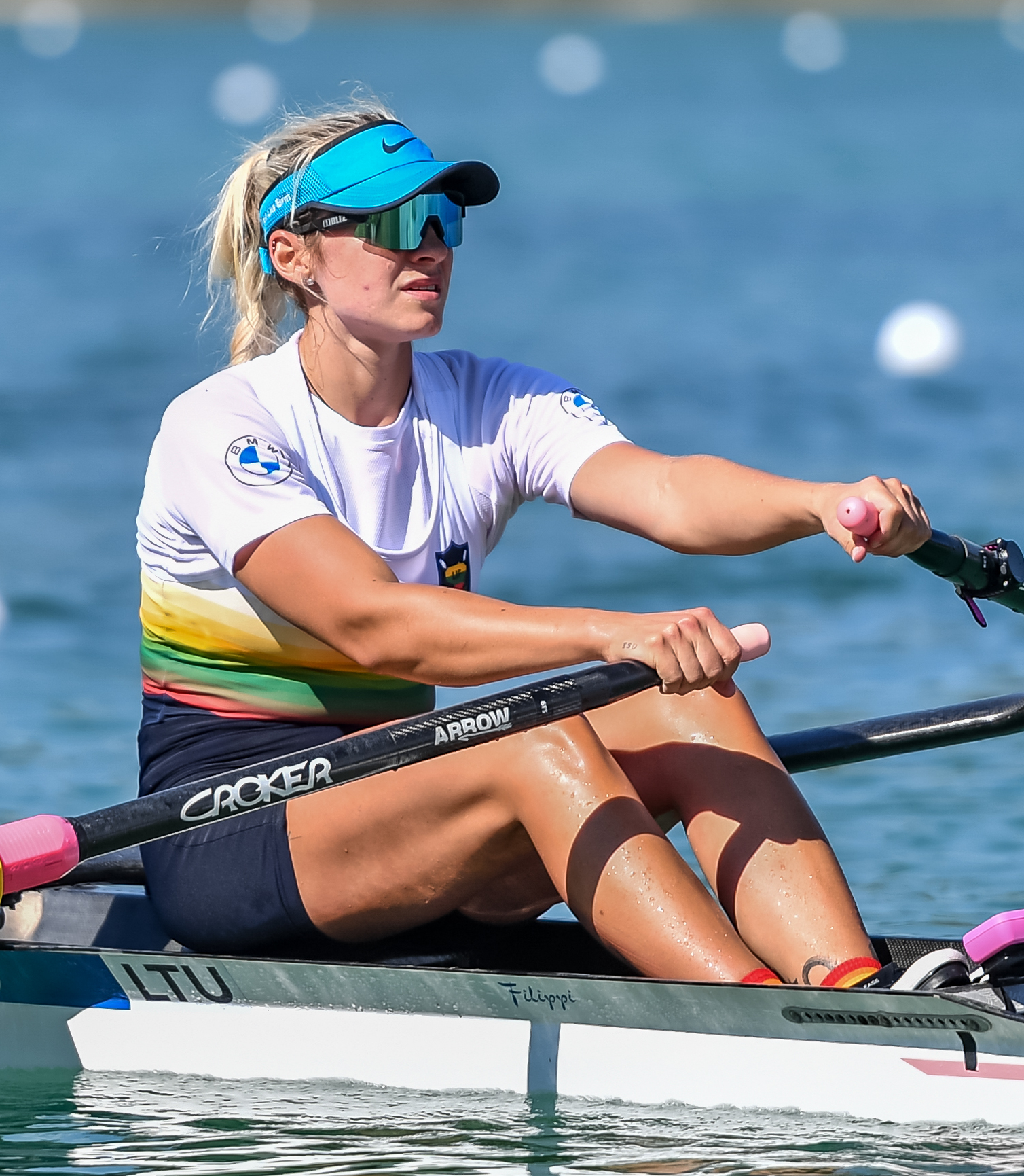
Viktorija Senkutė bei den Europameisterschaften 2022

Viktorija Senkutė (* 12. April 1996 in Trakai) ist eine litauische Ruderin, die 2024 Olympiadritte im Einer wurde.

## Leben und Karriere
Viktorija Senkutė begann im Alter von 15 Jahren mit dem Rudersport. Als Ausgleich zum Rudersport ist sie auch im Radsport aktiv.
Senkutė nahm an den Junioren-Weltmeisterschaften 2013 und 2014 teil, erreichte aber kein A-Finale. Von 2014 bis zur Graduierung 2018 studierte und ruderte sie an der University of Central Florida. 2019 belegte Viktorija Senkutė zusammen mit Kamilė Kralikaitė den achten Platz im Zweier ohne Steuerfrau bei den Europameisterschaften.
2021 trat Senkutė im Einer bei den Europameisterschaften an und wurde Zehnte. Diese Platzierung wiederholte sie 2022 in München. Bei den Weltmeisterschaften 2022 ruderte sie im Doppelvierer und belegte den siebten Platz. 2023 bei den Weltmeisterschaften in Belgrad wurde Senkutė Sechste im Einer. Ebenfalls den sechsten Platz erreichte sie bei den Europameisterschaften 2024 in Szeged. Bei den Olympischen Spielen in Paris traten im Einerwettbewerb 32 Ruderinnen an. Senkutė gewann ihren Vorlauf und ihr Viertelfinale, im Halbfinale wurde sie Zweite hinter der neuseeländischen Titelverteidigerin Emma Twigg. Im Endlauf waren die Abstände zwischen den einzelnen Sportlerinnen vergleichsweise groß. Die Niederländerin Karolien Florijn siegte vor Emma Twigg. Den einzigen Kampf um eine Platzierung gewann Senkutė, die als Dritte die Ziellinie eine halbe Sekunde vor der Australierin Tara Rigney überquerte.